# 56-й Тильзитский отдельный полк связи
56-й Тильзитский отдельный ордена Красной Звезды полк связи (бел. 56-ы Тыльзіцкі асобны ордэна Чырвонай Зоркі полк сувязі) — подразделение вооружённых сил Белоруссии. Место дислокации — город Минск.

## История
В августе-сентябре 1942 года на базе 112-го отдельного батальона связи и 6-й отдельной учебной роты 1-й воздушной армии Западного фронта был сформирован 1-й отдельный полк связи, который вошёл в состав войск 1-й воздушной армии.
В течение 1944 года полк успешно обеспечивал связью все операции 1-й воздушной армии в период зимнего наступления на витебском направлении и летнего наступления войск 3-го Белорусского фронта по освобождению Белорусской ССР, Литовской ССР и наступлению в Восточную Пруссию.
За образцовое выполнение задач командования в боях при прорыве обороны немцев в Восточной Пруссии, проявленные при этом доблесть и мужество Указом Президиума Верховного Совета СССР от 14 ноября 1944 года полк был награждён орденом Красной Звезды.
За отличие в боях по овладению городами Тильзит приказом Верховного главнокомандующего от 19 февраля 1945 года полку было присвоено почётное наименование «Тильзитский».
Сразу после войны полк дислоцировался в немецком городе Бартенштейн. В августе 1945 г. он перебазировался в Бобруйск, в следующем году — в военный городок Степянка.
8 июля 1946 года полк связи был переформирован в 539-й отдельный Тильзитский ордена Красной Звезды батальон связи Военно-воздушных сил 1-й воздушной армии. 24 сентября 1962 года, в соответствии с Директивой Главного штаба ВВС, его реорганизовали в 56-й отдельный полк связи.
В 1973 году на основании директивы штаба 26-й воздушной армии 56-й отдельный полк связи был переформировать в 56-й отдельный полк связи и автоматизированного управления.
30 ноября 2001 года 56-й отдельный полк связи и автоматизированного управления стал 56-м отдельным полком связи. С января 2002 года полк базируется в военном городке Уручье и входит в состав Военно-воздушных сил и войск противовоздушной обороны Вооружённых Сил Республики Беларусь.
В июне 2003 года воинская часть была переформирована в 56-й отдельный Тильзитский ордена Красной Звезды полк связи. Подразделение принимало участие в таких учениях, как «Щит Союза-2011», «Запад—2013», «Запад—2017».

## Командиры
- Прасол, Павел Сергеевич
- Савченко, Андрей Григорьевич
- Жосан Олег Васильевич
- Ходор, Алексей Иванович
- Лукасевич, Юрий Тимофеевич
- Мищенко Олег Григорьевич
- Целогуз Игорь